# OSK Brescki
Obwodowy Sportowy Kompleks Brescki (biał. Абласны спартыўны комплекс «Брэсцкi») – jest obiektem służącym wielu dyscyplinom sportowym, w szczególności piłkarzom – na tym obiekcie swoje spotkania rozgrywa drużyna Dynama Brześć.
Otwarty w 1937 jako Stadion im. Józefa Piłsudskiego. W 1939 roku stadion został przekazany towarzystwu sportowemu "Spartak" i nadano mu odpowiednią nazwę Stadion Spartak. W 1972 został przeniesiony do Towarzystwa Dynamo, w związku z czym obiekt został przemianowany na Stadion Dynamo. W tym czasie na stadionie oprócz boiska piłkarskiego znajdowały się boiska do siatkówki i koszykówki, sezonowe lodowisko hokejowe, kort tenisowy i ziemny tor rowerowy.
W 1996 roku rozpoczęto gruntowną przebudowę stadionu. Stare trybuny były stopniowo rozbierane. W 1999 roku oddano do użytku: boisko do piłki nożnej, 3 trybuny, centrum lekkoatletyczne. W 2005 roku wybudowano trybunę Zachodnią - pojemność wzrosła z 2311 do 10169 miejsc. Stadion otrzymał nazwę OSK Brescki.